# Fort Toulose

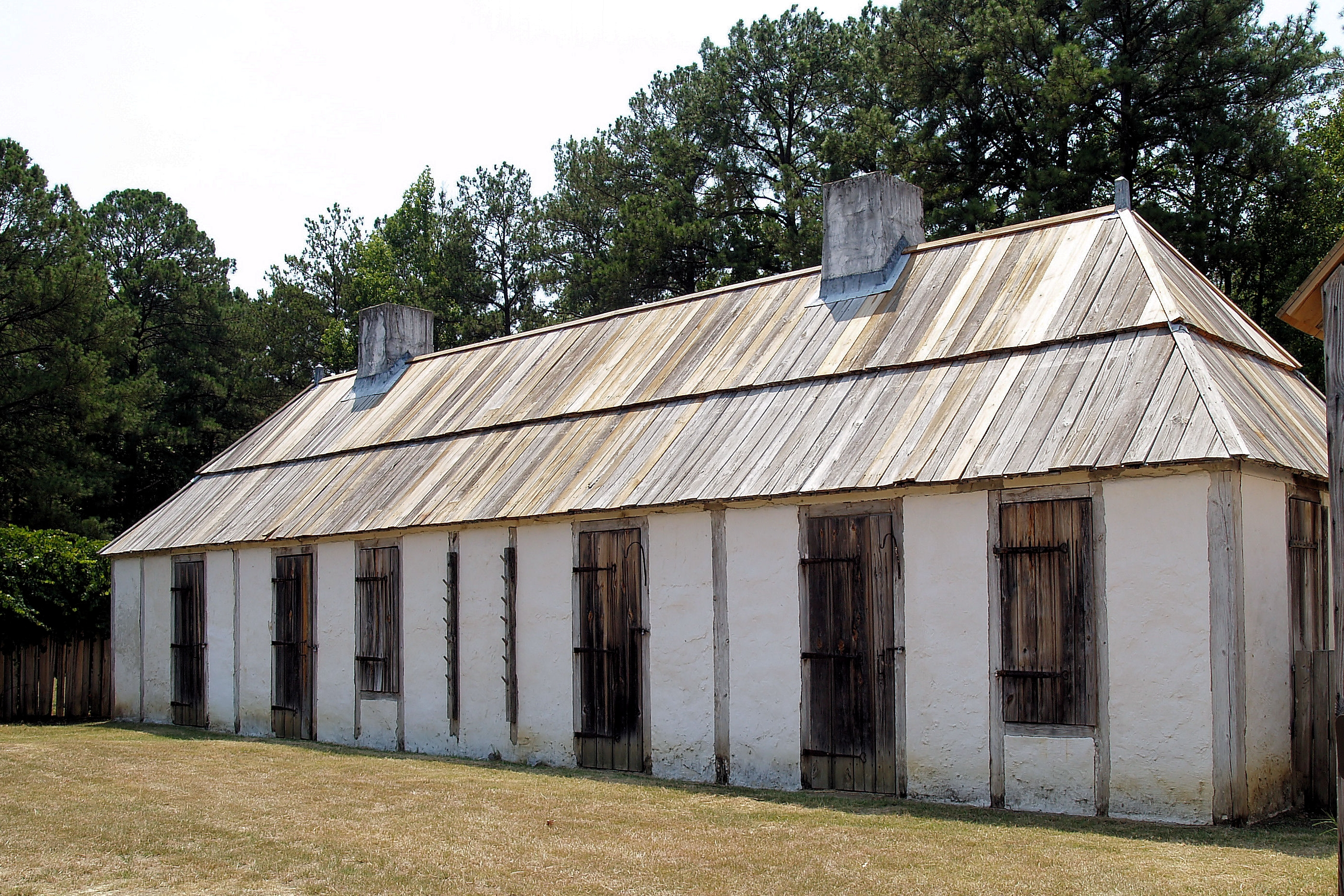
En byggnad i det rekonstruerade Fort Toulouse (2007).

Fort Toulouse i nuvarande Alabama var en skans som uppfördes 1717 nära Tallapoosaflodens sammanflöde med Coosafloden. 

## Historia
Skansen anlades som en fransk stödjepunkt i Louisiana. Den ersattes med ett bättre uppfört fort med samma namn 1735, byggt något längre upp från strandbrinken för att undvika floderosionen. Fortet fungerade som ett handelsfaktori för handeln med creekindianerna till Sjuårskriget slut 1763, när det övergavs. Det besattes aldrig av de brittiska segrarna och förföll genom tidens tand.

## Fort Jackson
På platsen för Fort Toulose uppfördes under creekkriget 1814 en amerikansk skans, Fort Jackson.

## Historiskt minnesmärke
Platsen blev 1960 ett National Historic Landmark (federalt historiskt minnesmärke).